# Dracaenura asthenota
Dracaenura asthenota là một loài bướm đêm trong họ Crambidae.